# Papilio xuthus

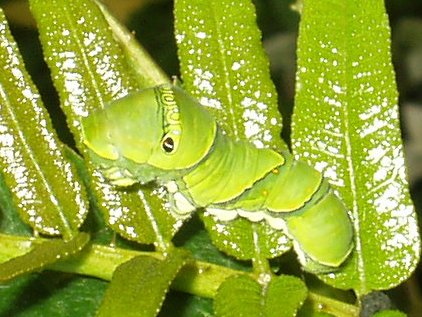
Papilio xuthus na etapa final de lagarta

Papilio xuthus é uma espécie borboleta cuja lagarta utiliza como elemento de camuflagem a imitação de fezes de aves. Ela passa da cor banco-e-preta para a verde em sua fase de transformação para crisálida.